# Windhoek-Brakwater
Brakwater ist eine Vorstadt von Windhoek in der Region Khomas, Namibia. 
Brakwater liegt am Klein-Windhoek-Rivier westlich der Erosberge und rund zehn Kilometer nördlich des Windhoeker-Stadtzentrums, direkt an der Nationalstraße B1.
Brakwater gehört zum Wahlkreis Windhoek-Land. Das ehemalige Farmland bestehend aus fünf Farmen wurde 1993 ins Windhoeker Stadtgebiet integriert. Seitdem wurden bis zu 50 Hektar große Grundstücke abgetrennt. Nur die Farm Elisenheim ist in weiten Teilen noch als landwirtschaftliche Nutzfläche erhalten geblieben. Teile von Brakwater werden seit 2012 zum fünften Industriegebiet Windhoeks ausgebaut.